# 7,62 cm Panzerabwehrkanone 36 (russisch)
A 7,62 cm Panzerabwehrkanone 36 (russisch) (rövidítve 7,62 cm Pa.K. 36 (r) vagy 7,62 cm PaK 36 (r), magyarul 7,62 cm-es páncéltörő löveg 36 (orosz)) egy német páncéltörő löveg volt, melyet a Wehrmacht használt a második világháborúban. A löveg a szovjet 76 mm M1936 (F-22) hadosztályágyújának konverziója volt.

## Leírás
Hasonlóan az F–22-höz, a PaK 36(r) löveget acélkerekekkel, gumiabronccsal és felfüggesztéssel ellátott alvázon hordozták. A löveg fel volt szerelve egy félautomata závárzattal; hátrasikló mechanizmussal, ami hidraulikus hátrasikló ütközőt és hidropneumatikus erőgyűjtőt tartalmazott. A löveghez nem tartozott ágyútaliga; emiatt nem lehetett lóvontatással szállítani.

## Fejlesztés

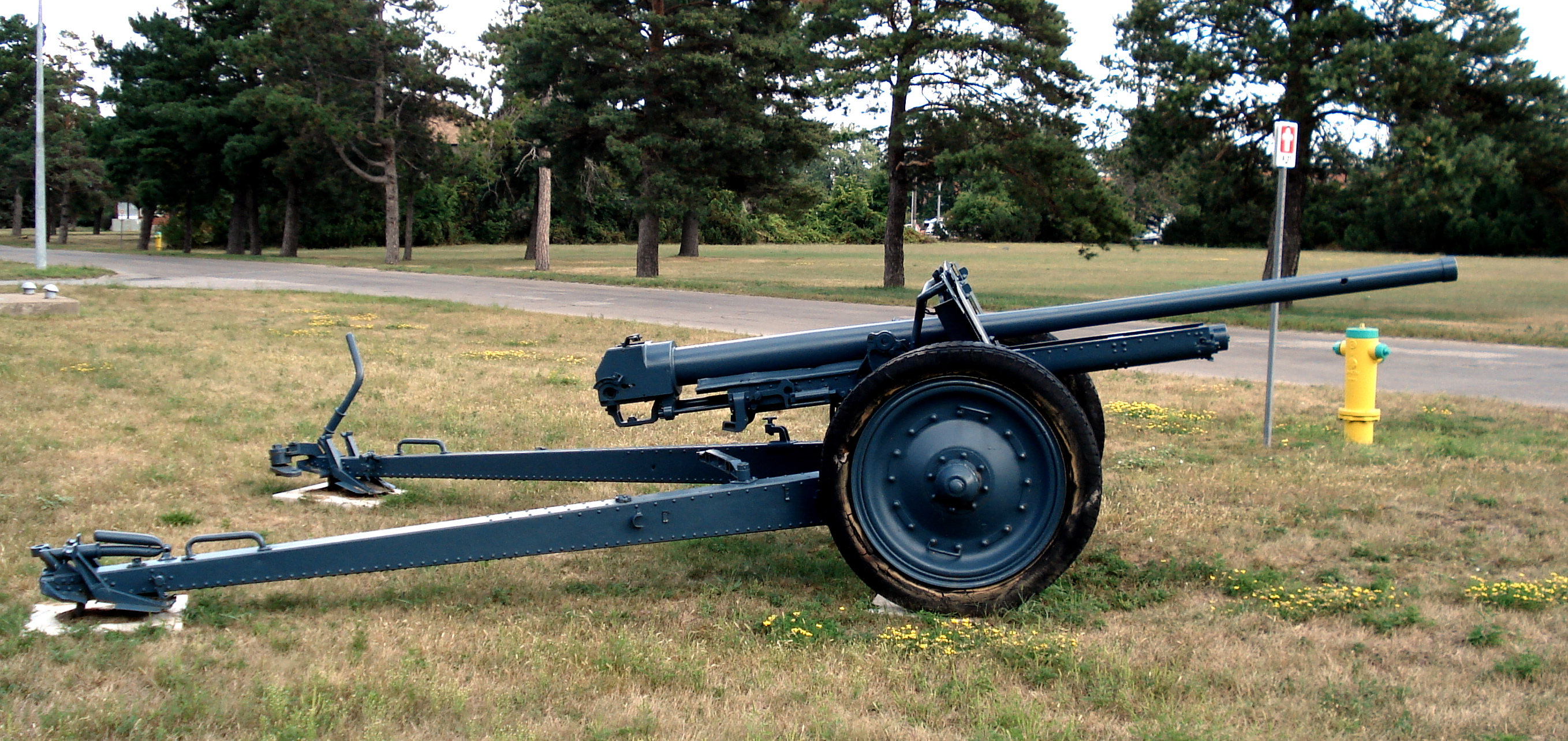
Pak 36(r), CFB Borden.

1941-ben, röviddel a németek Szovjetunió elleni invázióját követően, a Wehrmacht egységei szembetalálkoztak új gyártmányú szovjet harckocsikkal, a közepes T–34-essel és a nehéz KV harckocsival. A járműveket vastag döntött páncélzattal látták el, ami jó védelmet nyújtott nekik a német páncéltörő fegyverekkel szemben. Ez a helyzet erősebb lövegek igényét teremtette, amelyek lehetővé teszik a fent említett harckocsik kilövését akár nagy távolságból is. A németeknek volt egy megfelelő tervezete, a 7,5 cm PaK 40, ami sorozatgyártásra került és 1941 novemberében az első darabokat már a frontra is vezényelték. Viszont, amíg ezekből nem állt rendelkezésre elegendő mennyiség, néhány ideiglenes megoldásra volt szükség.
A háború kezdeti szakaszában a németek nagy mennyiségben zsákmányoltak (több mint 1300 darabot) a szovjet 76 mm 1936 (F–22) hadosztály-lövegből. Mivel a löveget légvédelmi célra is tervezték, így a szovjet lövegnek jó ballisztikai tulajdonsága volt; eredetileg sokkal erősebb lőszer használatára szánták, mint amilyet használtak hozzá. Mindazonáltal a tervezetnek voltak hátrányai a páncéltörő feladatkör ellátásánál. 1941 végén a német tervezők kifejlesztettek egy modernizációs programot, ami a következőket tartalmazta:
- Újrahuzagolás erősebb lőszer használatának céljából. A német lövedék közel kétszer olyan hosszú volt, mint a szovjet típus ( 715 mm vs. 385,3 mm) és szélesebb is (100 mm vs. 90 mm), aminek következtében 2,4-szer nagyobb hajtóanyag mennyiséget kellett hozzá használni.
- Az irányítószerkezetet áthelyezték a lövegcső bal oldalára, közel az irányzékhoz.
- A hátrasikló mechanizmust fejlesztették.
- A maximális magassági irányzási szög 18°-ra csökkent.
- Az alvázat egy új, alacsonyabb lövegpajzzsal látták el.
- Több fegyvert (de nem az összeset) ellátták csőszájfékkel.

## Gyártás

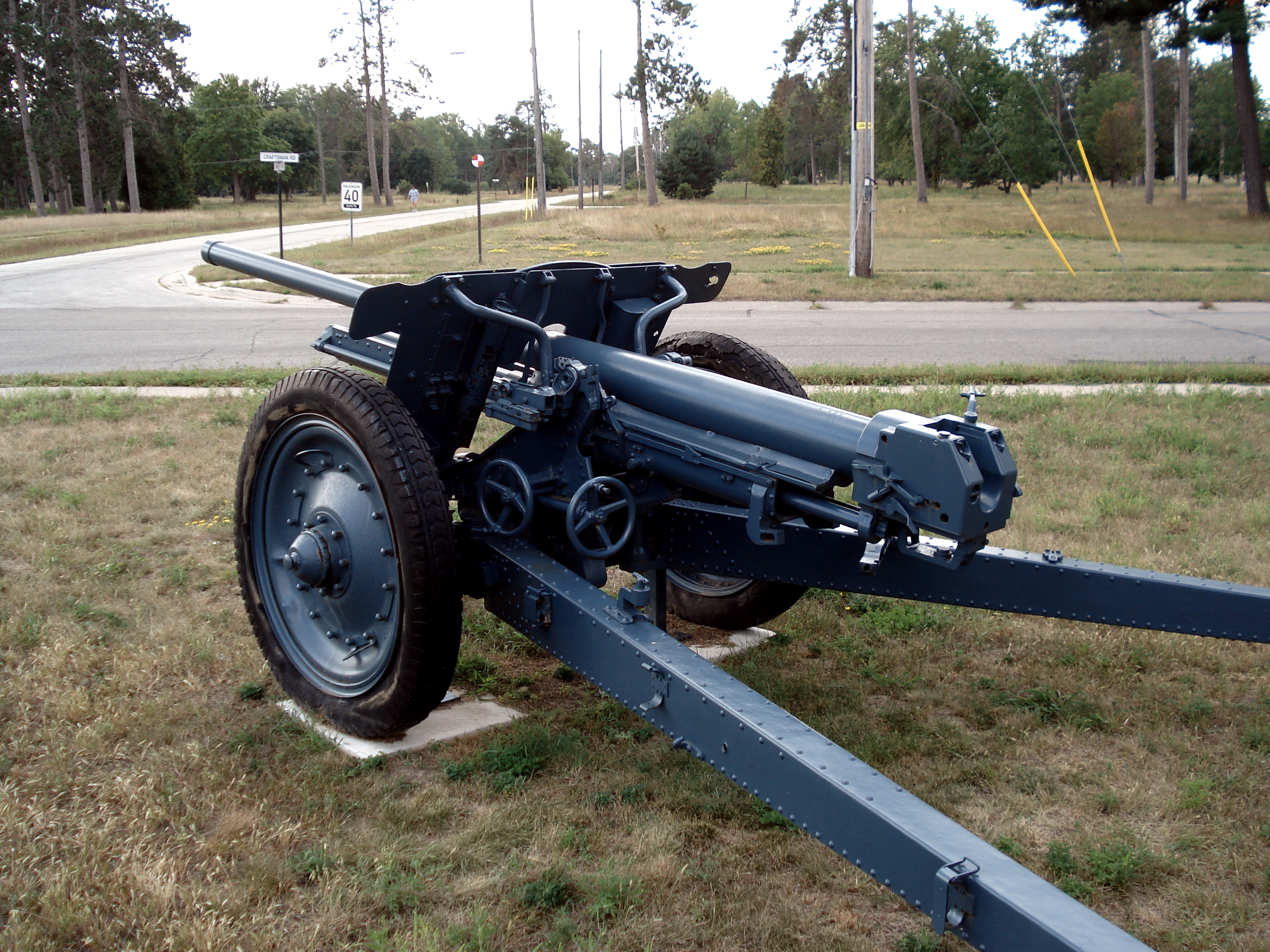
Pak 36(r), CFB Borden.

Az első lövegeket 1942 áprilisában szállították. Az év végéig a németek 358 darabot alakítottak át, 1943-ban 169 darabot, 1944-ben további 33 darabot. Ezen felül 894 lövegcsövet alakítottak át és szereltek be önjáró lövegekbe. Nagy valószínűséggel ezek a számok magukban foglalják a PaK 39(r) lövegeket is, melyek hasonlóan feljavított 76 mm M1939 lövegek (nagyjából 300 darab).
| Lőszer gyártása a PaK 36(r) és a PaK 39(r) lövegekhez |         |           |         |           |
| Lőszer típus                                          | 1942    | 1943      | 1944    | Teljes    |
| HE-Frag                                               | 769 400 | 1 071 300 | 857 700 | 2 698 400 |
| AP, minden típus                                      | 359 400 | 597 300   | 437 300 | 1 394 000 |

## Használat
A PaK 36(r) lövegeket bevetették a keleti fronton és Észak-Afrikában is. A löveget aktívan használták páncéltörő és tábori löveg feladatkörre is egészen a háború végéig. 1945. márciusának végén a Wehrmacht még mindig rendelkezett 165 PaK 36(r) és PaK 39(r) lövegekkel. A használat mennyiségét legkönnyebben a felhasznált muníció mennyiségével lehet illusztrálni: 49 000 AP és 8170 köztes kaliberű AP lövedékek 1942-ben, és 151 390 1943-ban.
A modernizált lövegcsöveket a következő páncélvadász járművekbe építették:
- 7,62 cm PaK 36(r) auf Pz.IID Marder II (sd.Kfz. 132) - könnyen páncélozott páncélvadász, melyet a Panzer II könnyű harckocsi alvázára építettek.
- 7,62 cm PaK 36(r) auf Pz.38(t) Marder III (Sd.Kfz.139) - könnyen páncélozott páncélvadász, melyet a Panzer 38(t) könnyű harckocsi alvázára építettek.

Néhány PaK 36(r) löveget zsákmányolt a Vörös hadsereg is és a páncéltörő hadosztályokhoz osztották be őket.

## Összegzés
Mikor a PaK 36(r) elérte a harcmezőt, képes volt minden korabeli harckocsit kilőni átlagos lőtávolságon belül. Habár a löveg valamivel nehezebb volt, illetve némiképp kisebb páncélátütő képességgel rendelkezett, mint a célra épített PaK 40, nem volt kétséges, hogy az F–22 modernizációja a Wehrmacht számára egy olyan hatékony páncéltörő löveget adott, melynek ára töredéke volt egy esetleges másolat gyártásának árához képest.

## Lőszer
| Rendelkezésre álló lőszer                      |                    |          |                   |                            |               |
| Típus                                          | Modell             | Súly, kg | HE súly, g        | Csőtorkolati sebesség, m/s | Lőtávolság, m |
| Páncéltörő lövedékek (AP)                      |                    |          |                   |                            |               |
| APCBC/HE                                       | 7,62 cm Pzgr.39    | 7,6      | 24, RDX           | 740                        | 4,000         |
| APCR                                           | 7,62 cm Pzgr.40    | 4,065    | -                 | 990                        | 700           |
| Magas robbanóerejű páncéltörő lövedékek (HEAT) |                    |          |                   |                            |               |
| HEAT                                           | 7,62 cm Gr.38 Hl/B | 4,62     | 510               | 450                        | 1,000         |
| HEAT                                           | 7,62 cm Gr.38 Hl/С | 5,05     | 510               | 450                        | 1,000         |
| Magas robbanóerejű repesz lövedékek (HE-Frag)  |                    |          |                   |                            |               |
| HE-Frag                                        | 7,62 cm Gr.34      | 6,25     | 550, amatol 40/60 | 550                        | 10,000        |

| Páncélátütő táblázat |                          |                          |
| 7,62 cm Pzgr.39 |                          |                          |
| Lőtávolság, m | Becsapódási szög 60°, mm | Becsapódási szög 90°, mm |
| 0 | 108                      | 133                      |
| 457 | 98                       | 120                      |
| 915 | 88                       | 108                      |
| 1,372 | 79                       | 97                       |
| 1,829 | 71                       | 87                       |
| 7,62 cm Pzgr.40 |                          |                          |
| Lőtávolság, m | Becsapódási szög 60°, mm | Becsapódási szög 90°, mm |
| 0 | 152                      | 190                      |
| 457 | 118                      | 158                      |
| 915 | 92                       | 130                      |
| 1,372 | 71                       | 106                      |
| 1,829 | 55                       | 84                       |
| Ezek az adatok német páncélátütő mérések eredményei. A pontos számok a töltetek gyártásától és a páncélzatok gyártási technológiájától függenek. |                          |                          |

A HEAT töltetek páncélátütő képessége 100–115 mm 90°-os becsapódási szög esetén.

## Fordítás
- Ez a szócikk részben vagy egészben  a(z)   7.62 cm Pak 36(r) című angol Wikipédia-szócikk ezen változatának fordításán alapul.  Az eredeti cikk szerkesztőit annak laptörténete sorolja fel. Ez a jelzés csupán a megfogalmazás eredetét és a szerzői jogokat jelzi, nem szolgál a cikkben szereplő információk forrásmegjelöléseként.